# Olivier Christin
Olivier Christin, né le 9 février 1961 à Sannois (Val-d'Oise), est un historien moderniste français, spécialiste de l'histoire religieuse et politique. Il est professeur d'histoire moderne à l'université de Neuchâtel et directeur d’études à l’École pratique des hautes études (EPHE).

## Biographie
Il est le fils de Pierre Christin, écrivain et scénariste de bande dessinée, et de Rosine Christin, sociologue. 
Ancien élève de l'École normale supérieure de Saint-Cloud (1980 L), Olivier Christin est agrégé d'histoire en 1983.
En 1989, il soutient, à l'université Paris-X Nanterre, sous la direction de Marc Venard, sa thèse d'histoire intitulée "Iconoclasme et culte des images au XVIe siècle" (2 volumes). 
Il est maître de conférences à l'université Nancy-II, directeur adjoint de l'Institut historique français de Göttingen, puis membre de l'Institut universitaire de France de 1999 à 2004. Depuis octobre 2003, il est directeur d'études à l'École pratique des hautes études, section des Sciences religieuses.
Professeur des universités à l'université Lumière Lyon-II jusqu'en décembre 2009, et président de cette université de 2008 à 2009, il est nommé professeur ordinaire en histoire moderne à l'université de Neuchâtel en 2010.
Il a été directeur du Centre européen des études républicaines (CEDRE) de 2016 à 2021.

## Domaines de recherche
Les recherches d'Olivier Christin portent sur les enjeux tant religieux que politiques des affrontements confessionnels aux XVIe – XVIIe siècles, qu’il analyse en vue de montrer par quelles pratiques et suivant quels schémas de pensée les contemporains tentent de répondre à ce bouleversement du monde social. Soucieux de montrer la diversité des expériences et leur irréductibilité à un modèle unique, il travaille sur des objets issus aussi bien du royaume de France et de la Confédération suisse que du Saint-Empire romain germanique. Depuis quelques années, il s'intéresse aussi à l'histoire des républicanismes, aux doctrines républicaines et aux pratiques politiques qu'elles inspirent.
Accordant une place importante aux images comme source et objet d’histoire, Olivier Christin a étudié les manifestations de l’iconoclasme protestant dans lequel il voit une « révolution symbolique » qui, loin de n’être qu’une manifestation de vandalisme, participe de la constitution des identités confessionnelles, oblige les acteurs à produire de nouveaux discours de légitimation et transforme profondément l’art religieux. Il s’est aussi intéressé à l’iconographie luthérienne des Dix commandements et aux démonstrations savantes de l'efficacité des images miraculeuses par les auteurs de la Compagnie de Jésus. Avec Nicolas Balzamo et Fabrice Flückiger, il a proposé la première édition critique de la plus citée des topographies sacrées traitant des images de Marie, l’Atlas marianus du père jésuite Wilhelm Gumppenberg.
Dans son livre sur La paix de religion, prenant le contre-pied de l’interprétation des divergences confessionnelles comme longue suite d’affrontements sanglants, Olivier Christin a montré comment les acteurs s’efforcent de restaurer la paix en organisant la coexistence religieuse à travers l’invention de nouvelles formes d’appartenance à la communauté détachées de l’unité de la foi et fondées sur l’autonomisation de la raison politique. Ses recherches portent aussi sur l’histoire du vote avant le suffrage universel, dont il a retracé les avatars au sein des conseils de villes, des universités et monastères ou lors de l’élection du Pape. Dans Vox Populi (2014), il décrit les modalités du vote lors de l'élection d'un magistrat vertueux ou pour choisir un prélat digne de sa fonction aux yeux de Dieu ; il dévoile aussi les stratégies de reproduction des élites dont le vote est souvent l'instrument. Dans la continuité de cet ouvrage, il a lancé un projet de recherche sur la transformation des pratiques de la décision collective engendrée par la division religieuse à l’époque moderne dans la Confédération suisse au XVIe siècle.
Proche de Pierre Bourdieu, avec qui il a travaillé de nombreuses années, Olivier Christin anime aussi un réseau de recherche consacré à l’historicisation réflexive des concepts historiques, en vue de sensibiliser chercheurs et chercheuses aux enjeux propres à la circulation des mots entre les disciplines et les traditions linguistiques. Les premiers résultats ont fait l’objet d’un Dictionnaire des concepts nomades en sciences humaines.

## Engagement politique
En 2016, il a fondé le Centre européen des études républicaines (CEDRE), qu'il a dirigé jusqu'en 2021. Rattaché à l'université Paris Sciences et Lettres, ce centre de recherche avait pour vocation d'étudier « les théories de la République, l’histoire des idées et des doctrines républicaines, les pratiques politiques spécifiques à l’œuvre dans les systèmes républicains, l’histoire des expériences politiques républicaines ». Revendiquant une approche résolument interdisciplinaire et transnationale, le CEDRE a servi de plate-forme d'échange aux chercheurs et chercheuses issus de divers pays et traditions académiques afin de décloisonner l'approche de l'histoire des républicanismes et sortir du seul modèle français.
Le 3 mai 2022, une enquête conjointe du quotidien suisse ArcInfo et du journal en ligne Mediapart fait état de soupçons de fraude à l’encontre d’Olivier Christin,. Celui-ci aurait utilisé de l'argent public suisse destiné à la recherche pour financer des activités politiques en France, notamment dans les milieux proches du Parti socialiste. L'université de Neuchâtel avait alors ouvert une enquête pour déterminer si les faits reprochés à Olivier Christin étaient avérés.
Le 18 novembre 2022, le quotidien d'information 20 minuteset le site d'information Bluewin annoncent qu'au terme d’un audit externe approfondi, qui a permis l’analyse d’une centaine de factures et de notes de frais, de 150 documents et du contenu de 27 auditions, Olivier Christin est lavé de tout soupçon. «Il ressort que soit les allégations sont fausses, soit elles relèvent d’interprétations manifestement exagérées», affirme le communiqué publié vendredi par l’UniNE. L'audit souligne aussi que les faits décrits dans des témoignages anonymes recueillis par les deux médias n’ont pas été confirmés.

## Distinctions
- Prix Anthony Rowley 2023 avec Guillaume Alonge pour le livre Adam, Eve, le Paradis, les légumes et la viande, Anacharsis, 2023[20].
- Prix Montyon de l'Académie française 2024 avec Guillaume Alonge pour le livre Adam, Eve, le Paradis, les légumes et la viande, Anacharsis, 2023[21].

## Principales publications
- Une révolution symbolique : l'iconoclasme huguenot et la reconstruction catholique, Paris, Minuit, 1991.
- Les Réformes : Luther, Calvin et les protestants, Paris, Éditions Gallimard, coll. « Découvertes Gallimard / Religions » (no 237), 14 mars 1995, 160 p. (ISBN 978-2-0705-3228-5), trad. italienne, japonaise, russe, sud-coréenne et chinoise simplifiée.
- La paix de religion : l'autonomisation de la raison politique au XVIe siècle, Paris, Éditions du Seuil, 1997.
- Les yeux pour le croire : les Dix commandements en image (XVe – XVIIe siècles), Paris, Éditions du Seuil, 2003.
- (avec Patrick Champagne) Pierre Bourdieu : mouvements d'une pensée, avec Patrick Champagne, Paris, Bordas, 2004 (rééd. Lyon, PUL, 2012).
- Le Roi-Providence : trois études sur l'iconographie gallicane, Lyon, Chrétiens et Sociétés, 2007.
- Confesser sa foi : conflits confessionnels et identités religieuses dans l'Europe moderne (XVIe – XVIIe siècles), Seyssel, Champ Vallon, 2009.
- (Dir.) Un nouveau monde : naissance de la Lorraine moderne. Catalogue d'exposition, Paris, Somogy, 2013.
- Vox populi : une histoire du vote avant le suffrage universel, Paris, Seuil, 2014.
- (Dir. avec Fabrice Flückiger et Naïma Ghermani) Marie mondialisée : l'Atlas Marianus de Wilhelm Gumppenberg et les topographies sacrées de l'époque moderne, Neuchâtel, Alphil, 2014.
- (Dir.) Dictionnaire des concepts nomades en sciences humaines, 2 tomes, Paris, Métailié, 2010 et 2016.
- (Dir.) Demain, la République, Lormont, Le Bord de l'eau, 2018.
- (Dir.) Républiques et républicanismes : les cheminements de la liberté, Lormont, Le Bord de l'Eau, 2019.
- (Dir. avec Marion Deschamp) Critique de la langue politique : les concepts nomades et l'histoire des idées, Lormont, Le Bord de l'eau, 2019.
- La Cause des autres. Une histoire du dévouement politique, PUF, 316 p., 2021[22].
- (avec Guillaume Alonge), Adam, Eve, le Paradis, les légumes et la viande, Anacharsis, 2023[23].